# Xã Dale, Quận Kingman, Kansas
Xã Dale (tiếng Anh: Dale Township) là một xã thuộc quận Kingman, tiểu bang Kansas, Hoa Kỳ. Năm 2010, dân số của xã này là 166 người.